# Красиков, Павел Фёдорович
Павел Фёдорович Красиков — советский хозяйственный, государственный и политический деятель.

## Биография
Родился в 1926 году в селе Тресоруково. Член КПСС.
С 1950 года — на хозяйственной, общественной и политической работе. В 1950—1986 гг. — инженер паровозной службы управления Туркестано-Сибирской железной дороги, мастер, старший инженер по ремонту паровозов, начальник производственно-технического отдела, главный инженер Рубцовского паровозного депо, начальник Рубцовского локомотивного депо, председатель Рубцовского горисполкома, первый секретарь Рубцовского горкома КПСС, председатель Рубцовского городского комитета народного контроля
Делегат XXV съезда КПСС.
Умер в Рубцовске в 2005 году.